# Компьютер Атанасова — Берри

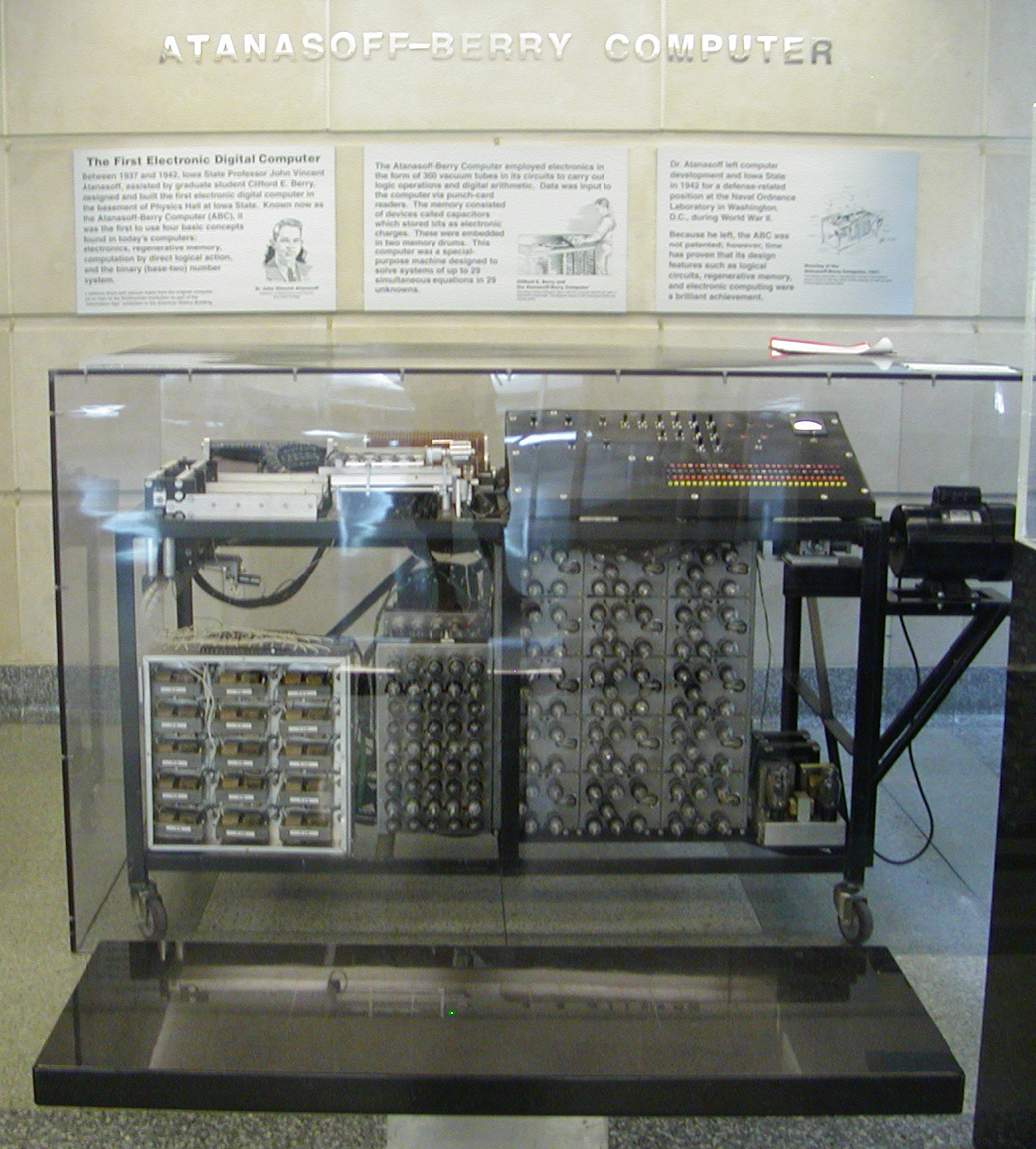
Копия компьютера Атанасова — Берри

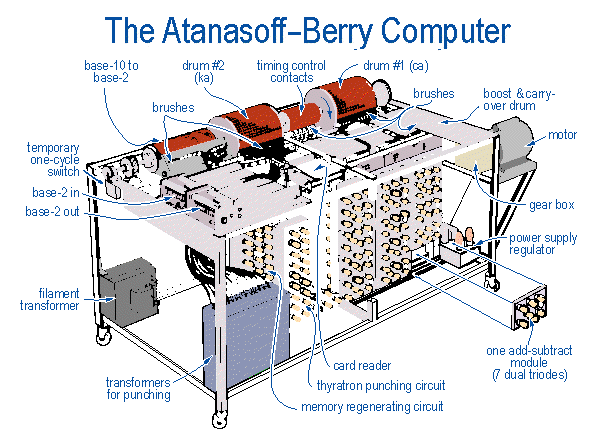
Схема ABC, показывающая его различные компоненты

Компьютер Атанасова — Берри (Atanasoff-Berry Computer, ABC) — первое цифровое вычислительное устройство, а также первая вычислительная машина без движущихся частей. Задуманная в 1939 году машина не была программируемой, она создавалась только в целях решения систем линейных уравнений. В 1942 году она была успешно собрана и протестирована. Устройство для хранения промежуточных результатов на основе бумажных конденсаторов, расположенных на вращающемся барабане, было довольно ненадёжным, но работало. Разработка была приостановлена из-за того, что Атанасов покинул Университет штата Айова, будучи призванным на военную службу в связи со вступлением США во Вторую мировую войну.
В ABC впервые появились некоторые элементы, близкие современным компьютерам, такие, как двоичная арифметика и триггеры, но существенным отличием являлась особая специализация машины и неспособность к изменяемости вычислений из-за отсутствия хранимой в памяти или считываемой с внешнего носителя компьютерной программы.
Работа Джона Винсента Атанасова и Клиффорда Берри над вычислительной машиной долгое время не была широко известна, пока в 1960-х годах она не всплыла в ходе конфликта по поводу первого появления электронного компьютера. Первоначально было определено, что первым компьютером в современном смысле этого слова является ENIAC, однако в 1973 году Федеральный районный суд США постановил отозвать патент ENIAC и заключил, что ABC является первым «компьютером».